# Аписаон
В греческой мифологии имя Аписаон (др.-греч. Ἀπισάων) относится к двум защитникам Трои во время Троянской войны:
- Аписаон, сын Фаузия, который противостоял Аяксу Великому, но был убит Еврипилом[1].
- Аписаон из Пеонии, сын Гиппаса, убит Ликомедом[2].

## Эпоним
- (32811) Аписаон, астероид Юпитера.